# Рамирес, Порфирио
Порфирио Ремберто Рамирес Руис (исп. Porfirio Remberto Ramírez Ruíz; 1933, Антонио-Диас, провинция Лас-Вильяс, Куба — 1960, Маникарагуа, провинция Лас-Вильяс, Куба) — кубинский революционер, студенческий активист, участник свержения режима Батисты и вооружённого сопротивления режиму Кастро. Капитан революционной армии в 1958, антикоммунистический повстанец в 1960. Расстрелян в ходе подавления Восстания Эскамбрай.

## Студент-революционер
Родился в крестьянской семье из провинции Лас-Вильяс (ныне город Антонио-Диас находится в провинции Вилья-Клара). С подросткового возраста занимался сельскохозяйственным трудом. Начальное образование получил в сельской школе. Затем перебрался в Санта-Клару, окончил там коммерческое училище и поступил в Университет «Марта Абреу». Учился на экономиста.
Порфирио Рамирес придерживался демократических взглядов, был решительным противником режима Фульхенсио Батисты. Открыто выступал против властей, руководил подпольной антиправительственной группой, связанной с Аутентичной революционной организацией и Революционным директоратом 13 марта. Оставив учёбу, ушёл в горы Эскамбрай, где возглавил антибатистовский партизанский отряд. Проявлял лидерские качества «харизмы и безрассудства». Из-за смуглой внешности был известен под прозвищем El Negro — Чёрный — хотя не являлся афрокубинцем.
Имел звание капитана революционной армии. При вступлении в Санта-Клару лично освобождал заключённых из тюрьмы.

## Восстание и казнь
После победы Кубинской революции Порфирио Рамирес вернулся в университет. Продолжал учёбу, работал в Санта-Кларе бухгалтером. Был избран президентом Федерации университетских студентов (FEU) провинции Лас-Вильяс. Демократические убеждения Рамиреса быстро привели его к конфликту с правительством Фиделя Кастро. Рамирес резко осуждал очевидное установление новой диктатуры.
В конце августа 1960 Порфирио Рамирес вновь ушёл с оружием в горы и присоединился к антикоммунистическому Восстанию Эскамбрай. На первом этапе во главе повстанческого движения стоял крестьянин Синесио Уолш, ранее партизан Движения 26 июля. Его отряд насчитывал около ста человек. Другие командиры — Плинио Прието, Висенте Мендес, Диосдадо Меса, Хоакин Мембибре, Порфирио Рамирес группировались вокруг отряда Уолша.

Когда Порфирио Рамирес взялся за оружие вместе с Кастро — он был партизаном. Когда повернул оружие против Кастро — стал «бандитом».

Гильермо Фариньяс

Основной повстанческий лагерь был оборудован в горном селении Нуэва-Мундо. Такое сосредоточение привлекло внимание правительственных войск и milicias, стянутых в Эскамбрай на подавление восстания. После гибели в перестрелке с группой Висенте Мендеса лейтенанта milicias Обдулио Моралеса Торреса (племянник крупного функционера режима Кастро Феликса Торреса) правительственные силы под командованием Мануэля Фахардо и Виталио Акуньи начали массированное наступление на Нуэва-Мундо. Повстанцы отходили порознь небольшими группами. При отходе несколько командиров попали в плен. Порфирио Рамирес был захвачен в коротком столкновении у Пико-Туэрто (его местонахождение указал один из пленных бойцов).
Студенты Санта-Клары провели демонстрации в защиту Порфирио Рамиреса. Демонстрации были разогнаны полицией и milicias, но Фидель Кастро пообещал семье Рамиреса сохранить ему жизнь. Однако 12 октября суд в Санта-Кларе вынес пять смертных приговоров, в том числе Порфирио Рамиресу. Около шестидесяти рядовых повстанцев получили длительные сроки заключения.
В ночь перед казнью Рамирес написал письмо родным и друзьям:

Тот, кто прошёл эти ужасы, должен быть счастлив умереть — смерть избавит от угнетения, позора, трусости вокруг и станет примером для будущих поколений. Мне остались несколько часов, и никогда в жизни я не чувствовал себя так уверенно. Знаю: моя смерть не будет напрасной.

Поздним вечером 12 октября 1960 Синесио Уолш Риос, Плинио Прието Руис, Хосе Паломино Колон, Анхель Родригес дель Соль и Порфирио Ремберто Рамирес были расстреляны в лагере milicias Ла-Кампана близ Маникарагуа. Перед казнью Рамирес держался стойко и мужественно, саркастично шутил с milicias из расстрельной команды. Ему трижды выстрелили в лицо.

## Память
Порфирио Ремберто Рамирес Руис — популярный образ в современной кубинской оппозиции. Он упоминается в ряду основных лидеров антикастровского сопротивления. Студент из крестьян, убеждённый демократ, сражавшийся с двумя диктатурами (при этом не применявший насилия против гражданского населения) по-своему символизирует изначальные идеалы Кубинской революции.
Выступления против казни Порфирио Рамиреса стали первыми актами мирного протеста на Кубе. В 2019 диссидент Гильермо Фариньяс направил министру высшего образования Кубы Рамону Саборидо открытое письмо в защиту профессоров и студентов, преследуемых по политическим мотивам. Фариньяс, в частности, напомнил о роли Порфирио Рамиреса в кубинском студенческом движении — FEU существует и сейчас как официальная организация.